# Калугина, Елена Викторовна
Елена Викторовна Калугина (род. 22 мая 1972 года, Нолинск) - российская и белорусская лыжница. Участница Зимних Олимпийских игр 2002 и Чемпионата мира по лыжным видам спорта 2003 в составе сборной команды Беларуси по лыжным гонкам, победительница марафона Marcialonga серии Worldloppet (1994), победительница и призер Чемпионата мира среди военнослужащих по лыжному спорту (1993). Чемпионка России по лыжным гонкам (1996, 1999), победительница дистанционного зачета Кубка России по лыжным гонкам (2007).
Мастер спорта России международного класса (1996).
В сезонах 2001—2004 годов в связи с образованием союзного государства России и Белоруссии с разрешения МОК, так же как и олимпийская чемпионка Светлана Нагейкина, выступала за сборную Беларуси.

## Спортивные достижения
В 1983 году начала заниматься лыжными гонками в спортивной секции г. Нолинска под руководством первого тренера Ю.Н. Метелягина. С 1986 года вошла в состав сборной команды Кировской области, с 1986 года вплоть до окончания спортивной карьеры в 2010 году тренировалась под руководством старшего тренера сборной команды Кировской области Александра Сергеевича Русских. Тренерами в национальной сборной были Валентин Задонский и Александр Грушин.
В 1990 году впервые в своей карьере стала серебряным призером первенства России по лыжным гонкам. В 1991 году вошла в юниорский состав сборной, принимала участие в юниорском первенстве мира 1992 года в Вуокатти, Финляндия, где заняла 5 место в эстафетной гонке.
В 1994 году приняла участие в серии марафонов Worldloppet, одержав победу в 70-километровой гонке Marcialonga.
В 1996 году стала чемпионкой России, опередив многих именитых лыжниц сборной России.

На всероссийских соревнованиях и чемпионатах России представляла Кировскую область, с 1996 по 2001 год - сборную Самарской области. 
По воспоминаниям самой Елены Калугиной: В 1996 году стала чемпионкой России и выполнила норматив мастера спорта международного класса. В 1998 году пробовала пройти отбор на Олимпийские игры в Нагано (Япония), но конкуренция в сборной команде страны тогда была очень высокой. Напомню, что честь России защищали шестикратная олимпийская чемпионка Любовь Егорова, трехкратная олимпийская чемпионка и четырнадцатикратная чемпионка мира Елена Вяльбе, Ольга Данилова и другие.
На Олимпийских играх 2002 года представляла сборную команду Беларуси. В составе эстафетной команды (Е. Калугина, Н. Зятикова, В. Зятикова, С. Нагейкина) заняла 5 место.
На чемпионате мира 2003 года также заняла 5 место в составе эстафетной команды сборной Беларуси. За выдающиеся спортивные достижения удостоена благодарности президента Беларуси А.Г. Лукашенко.
В 2007 году в возрасте 35 лет одержала победу в дистанционном зачете Кубка России по лыжным гонкам. Завершила профессиональную спортивную карьеру в 2010 году.

### Результаты на Кубке Мира, Чемпионате Мира, Олимпийских играх:[11]
| Год  | Соревнования     | Сборная  | Место проведения       | Дисциплина                            | Место |
| ---- | ---------------- | -------- | ---------------------- | ------------------------------------- | ----- |
| 1996 | Этап Кубка Мира  | Россия   | Кавголово, Россия      | 10 км, классический стиль             | 37    |
| 1997 | Этап Кубка Мира  | Россия   | Кавголово, Россия      | 15 км, свободный стиль                | 37    |
| 2002 | Этап Кубка Мира  | Беларусь | Кируна, Швеция         | 4х5 км, эстафета                      | 7     |
| 2002 | Олимпийские игры | Беларусь | Солт-Лейк-Сити, США    | 10 км, классический стиль             | 43    |
| 2002 | Олимпийские игры | Беларусь | Солт-Лейк-Сити, США    | 4х5 км, эстафета                      | 5     |
| 2003 | Этап Кубка Мира  | Беларусь | Кавголово, Россия      | 5 км, свободный стиль                 | 29    |
| 2003 | Этап Кубка Мира  | Беларусь | Отепя, Эстония         | 15 км, масс-старт, классический стиль | 41    |
| 2003 | Чемпионат Мира   | Беларусь | Валь-ди-Фиемме, Италия | 15 км, масс-старт, классический стиль | 33    |
| 2003 | Чемпионат Мира   | Беларусь | Валь-ди-Фиемме, Италия | 10 км, классический стиль             | 29    |
| 2003 | Чемпионат Мира   | Беларусь | Валь-ди-Фиемме, Италия | 4х5 км, эстафета                      | 5     |
| 2003 | Чемпионат Мира   | Беларусь | Валь-ди-Фиемме, Италия | спринт, свободный стиль               | 34    |
| 2003 | Этап Кубка Мира  | Беларусь | Фалун, Швеция          | 2х5 км, дуатлон                       | 21    |
| 2003 | Этап Кубка Мира  | Беларусь | Фалун, Швеция          | 4х5 км, эстафета                      | 6     |
| 2004 | Этап Кубка Мира  | Беларусь | Отепя, Эстония         | 15 км, масс-старт, классический стиль | 43    |
| 2004 | Этап Кубка Мира  | Беларусь | Отепя, Эстония         | 4х5 км, эстафета                      | 8     |

## Дальнейшая карьера
После окончания спортивной карьеры сосредоточилась на тренерской деятельности.
Замужем, есть дочь Анна (1999 г.р.), также лыжница, мастер спорта России, победительница и призер первенств России по лыжным гонкам (2014, 2015, 2019).
В 2014 году принимала участие в Эстафете олимпийского огня зимних Олимпийских игр 2014.